# Let's Be Lovers Again
"Let's Be Lovers Again" é uma canção do cantor estadunidense de rock Eddie Money, do seu álbum Playing for Keeps, de 1980. Fora lançada como um single e conseguiu a 65.ª posição no Billboard Hot 100.